# Regierung Jan Malypetr II
Die Regierung Jan Malypetr II war die dreizehnte Regierung der Tschechoslowakei in der Zeit zwischen den Weltkriegen. Sie war vom 14. Februar 1934 bis zum 4. Juni 1935 im Amt. Sie folgte der Regierung Jan Malypetr I und wurde ersetzt durch die Regierung Jan Malypetr III.

## Kabinettsmitglieder
| Ressort                                                       | Name            | Amtszeit                        |
| ------------------------------------------------------------- | --------------- | ------------------------------- |
| Ministerpräsident                                             | Jan Malypetr    | 14. Februar 1934 – 4. Juni 1935 |
| Außenminister                                                 | Edvard Beneš    | 14. Februar 1934 – 4. Juni 1935 |
| Innenminister                                                 | Josef Černý     | 14. Februar 1934 – 4. Juni 1935 |
| Finanzminister                                                | Karel Trapl     | 14. Februar 1934 – 4. Juni 1935 |
| Minister für Bildung und Kultur                               | Jan Krčmář      | 14. Februar 1934 – 4. Juni 1935 |
| Verteidigungsminister                                         | Bohumír Bradáč  | 14. Februar 1934 – 4. Juni 1935 |
| Justizminister                                                | Ivan Dérer      | 14. Februar 1934 – 4. Juni 1935 |
| Minister für Industrie, Handel und Gewerbe                    | Jan Dostálek    | 14. Februar 1934 – 4. Juni 1935 |
| Minister für die Eisenbahnen                                  | Rudolf Bechyně  | 14. Februar 1934 – 4. Juni 1935 |
| Minister für öffentliche Arbeiten                             | Ludwig Czech    | 14. Februar 1934 – 4. Juni 1935 |
| Landwirtschaftsminister                                       | Milan Hodža     | 14. Februar 1934 – 4. Juni 1935 |
| Sozialminister                                                | Alfréd Meissner | 14. Februar 1934 – 4. Juni 1935 |
| Minister für Gesundheit und Sport                             | Franz Spina     | 14. Februar 1934 – 4. Juni 1935 |
| Minister für Post und Telegraphie                             | Emil Franke     | 14. Februar 1934 – 4. Juni 1935 |
| Minister für die Unifizierung von Gesetzgebung und Verwaltung | Jan Šrámek      | 14. Februar 1934 – 4. Juni 1935 |

## Quelle
- Vláda Jana Malypetra II. (14.02.1934 - 04.06.1935). tschechische Regierung, abgerufen am 6. Oktober 2019 (tschechisch).